# Le Magnifique (opéra-comique)
Pour les articles homonymes, voir Le Magnifique.
Le Magnifique est un opéra-comique en trois actes d'André Grétry sur un livret de Michel-Jean Sedaine créé le 4 mars 1773 à la Comédie-Italienne à Paris, puis représenté devant le Roi à Opéra royal du château de Versailles le 26 mars de la même année.

## Historique
Le Magnifique inaugure la collaboration de Grétry avec Sedaine, comme librettiste. Dès cette époque, Grétry a déjà accompli d'importants progrès dans l'adaptation du style italien de la finale à l'opéra-comique.

## Sujet
L'intrigue de cette comédie mêlée d'ariettes, raconte l'amour entre un jeune noble et une esclave musulmane. Le Magnifique est un galant florentin qui, malgré la vigilance de son mari, séduit une femme mariée.

## Genèse
Pour le livret de cet opéra-comique, Sedaine, s’est inspiré de la réécriture d'un conte médiéval par de La Fontaine. L’histoire rappelle également la Rosine du Barbier de Séville.

## Distribution
| Rôle                                                 | Création, 4 mars 1773  | Tessiture    |
| ---------------------------------------------------- | ---------------------- | ------------ |
| Octave, le Magnifique                                | Clairval               | Taille       |
| Aldobradin, tuteur de Clémentine                     | Jean-Louis Laruette    | Taille       |
| Clémentine, fille d’Horace                           | Marie-Thérèse Laruette | Dessus       |
| Horace, père de Clémentine                           | Nicolas Suin           | Taille       |
| Laurence, valet d’Horace                             | M. Nainville           | Basse-Taille |
| Fabio, intrigant.                                    | Antoine Trial          | Taille       |
| Alix, femme de Laurence & gouvernante de Clémentine. | Mlle Bérard            | Dessus       |

## Résumé
Horace, un riche Florentin, et son valet Laurence ont été enlevés par des pirates et vendus comme esclaves. Horace laisse derrière lui une fille, Clémentine, et Alix sa gouvernante, qui est également la femme de Laurence. L'opéra débute ainsi avec un groupe de captifs passant devant la maison de Clémentine et de sa servante, Alix.
Tandis que Clémentine et sa servante observent les détenus depuis leur fenêtre, Alix reconnaît son mari Laurence, dans la foule « C'est lui, c'est lui, c'est lui ! » Elle imagine alors qu'Horace pourrait être parmi eux et décide d’expliquer à Clémentine comment ils ont été libérés par Octave, également surnommé « le Magnifique ».
En partant enquêter, Alix annonce que le tuteur de Clémentine, Aldorandin, qui a été son protecteur en l'absence de son père, souhaite l'épouser. Néanmoins, Clémentine ne partage pas ce sentiment. Elle se demande donc pourquoi une telle proposition ne lui apporte pas la même sensation dès qu'on évoque le Magnifique : « Pourquoi ce Magnifique ? » Quand Aldorandin rentre à la maison, il déclare son amour à Clémentine et lui demande sa main, mais cette dernière refuse, sous prétexte qu'elle est encore trop jeune pour se marier. 
Entretemps, Fabio le serviteur d’Aldorandin apprend que le Magnifique va échanger son meilleur cheval de course contre quinze minutes de conversation privée avec Clémentine. Pendant que Fabio fait l’éloge des chevaux, « Ah c'est un beau cheval ! », Aldorandin médite sur ses craintes quant aux intentions du Magnifique.
Quand Aldorandin revient avec le Magnifique, il apprend à Clémentine qu'elle va rencontrer Le Magnifique en échange d'un cheval. Il la prévient que le Magnifique va tenter de la charmer et lui recommande de rester silencieuse face à ses avances, mais malgré la surveillance d’Aldobrandin, Octave réussit à déclarer son amour à Clémentine, qui avait pourtant promis à son tuteur de ne pas parler. Lorsque Octave lui demande de l'épouser, elle laisse tomber une rose, un signe discret d’un : « Oui. »
Après avoir été réunie à son père, Clémentine chante sa joie et son espoir pour que son père la laisse épouser le Magnifique « Jour heureux ! » Entretemps, Horace demande pourquoi Aldorandin n'a jamais répondu aux lettres qu'il lui a envoyées pendant sa captivité. Celui-ci dit n’en avoir reçu aucune et s'appuie sur les soins qu'il a apportés à Clémentine et au domaine d'Horace comme preuve suffisante de sa loyauté. À ce moment-là, Laurence arrive en traînant Fabio par la peau du cou « Ne me bats pas ». Il oblige Fabio à admettre qu’il a vendu, sur ordre d'Aldorandin, Horace et Laurence comme esclaves.
À la suite de cette révélation, Horace décide de renvoyer Aldorandin de sa maison et donne son accord pour le mariage de Clémentine et le Magnifique. Le père et la fille, le mari et la femme, sont tous réunis, et les amants pourront maintenant se marier. À la fin de l’œuvre, tout le monde commence à chanter la jouissance de la famille réunie, à l'exception de Fabio qui chante son intention de fuir.